# Liste der Naturdenkmale in Liebenscheid
Die Liste der Naturdenkmale in Liebenscheid nennt die im Gemeindegebiet von Liebenscheid ausgewiesenen Naturdenkmale (Stand 13. Juni 2024).

## Naturdenkmale
| Nr.         | Bezeichnung | Lage                                                 | Beschreibung    | Bild                          |
| ----------- | ----------- | ---------------------------------------------------- | --------------- | ----------------------------- |
| ND-7143-456 | Ketzerstein | Weißenberg, südlich des Ortes; Flur Ketzerstein Lage | Basaltformation | mehr Fotos \| Fotos hochladen |

## Ehemalige Naturdenkmale
| Nr. | Bezeichnung | Lage                                               | Beschreibung                                    | Bild                                    |
| --- | ----------- | -------------------------------------------------- | ----------------------------------------------- | --------------------------------------- |
|     | Alte Esche  | Weißenberg, Herborner Straße, gegenüber Nr. 4 Lage | Fraxinus excelsior; Rechtsverordnung aufgehoben | Direkt Bild zu diesem Denkmal hochladen |